# Giovanni Padovani
Giovanni Padovani (Arcole, 31 luglio 1905 – Tobruch, 3 maggio 1941) è stato un militare italiano, decorato con la medaglia d'oro al valor militare alla memoria nel corso della seconda guerra mondiale.

## Biografia
Nacque nel 1905 ad Arcole, provincia di Verona, figlio di Battista e Amelia Spiazzi. Dopo aver conseguito il diploma di ragioniere andò a lavorare presso la Cassa di risparmio di Verona. Appena compiuti i diciannove anni si arruolò nel Regio Esercito, frequentando il corso per allievi ufficiali di complemento, al termine del quale, nel luglio 1924, fu promosso sottotenente ed assegnato al 4º Reggimento bersaglieri. Nel novembre dello stesso anno fu congedato, e nel gennaio 1933 fu promosso tenente a scelta. Nel 1935 fu richiamato brevemente in servizio in forza all’8º Reggimento bersaglieri, venendo nuovamente congedato poco tempo dopo. Con il precipitare della situazione internazionale, il 1 aprile 1939 fu richiamato in servizio attivo in forza al II Battaglione dell’8º Reggimento bersaglieri con il ruolo di Aiutante maggiore. Nel mese di dicembre assunse il comando della 9ª Compagnia del V Battaglione, con la quale entrò in guerra nel giugno 1940. Partecipò alla battaglia delle Alpi Occidentali contro le forze armate francesi, e il 22 gennaio 1941 partì per l’Africa Settentrionale Italiana al seguito della 132ª Divisione corazzata "Ariete". Cadde in combattimento sul fronte di Tobruk il 3 maggio dello stesso anno, e promosso postumo al grado di capitano, fu decorato dapprima di Medaglia d'argento al valor militare, successivamente trasformata in Medaglia d'oro alla memoria. Il suo paese natale ne ha onorato la memoria intitolandogli un piazzale, e ponendo una targa sulla sua casa natale.

### Annotazioni
1. ↑  La promozione fu retroattiva dal 1 gennaio 1941.

### Fonti
1. 1 2 3 4 5 6 7  Combattenti Liberazione.
2. ↑  Jowett, Andrew 2000, p. 5.
3. 1 2  Jowett, Andrew 2001, p. 13.
4. ↑  Quirinale - scheda - visto 4 maggio 2018
5. ↑  Registrato alla Corte dei conti lì 12 gennaio 1942, registro 1 guerra, foglio 331.